# Пустая Глина
Пустая Глина — деревня в Борском сельском поселении Бокситогорского района Ленинградской области.

## История
ПУСТАЯ ГЛИНА (ГЛИНКА) — деревня Запольского общества, прихода погоста Мозолева. 

Крестьянских дворов — 51. Строений — 26, в том числе жилых — 14. 

Число жителей по семейным спискам 1879 г.: 39 м. п., 29 ж. п.; по приходским сведениям 1879 г.: 33 м. п., 26 ж. п.

В конце XIX — начале XX века деревня административно относилась к Большегорской волости 3-го земского участка 1-го стана Тихвинского уезда Новгородской губернии.

ГЛИНА (ПУСТАЯ ГЛИНА, ПЕХОВА) — деревня Запольского общества, дворов — 2, жилых домов — 3, число жителей: 5 м. п., 8 ж. п.
 
Занятия жителей — земледелие, лесной и бондарный промысел. Колодец. 
 
ПУСТАЯ ГЛИНА (ГЛИНА) — деревня Запольского общества, дворов — 9, жилых домов — 14, число жителей: 26 м. п., 33 ж. п.
 
Занятия жителей — земледелие, лесные промыслы. Ключи. (1910 год)

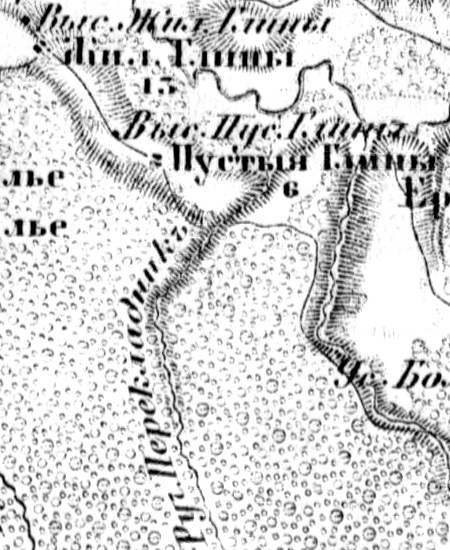
Деревня Пустая Глина на карте 1913 года

Согласно карте Новгородской губернии 1913 года, деревня называлась Пустые Глины и состояла из 6 крестьянских дворов, рядом с ней находился одноимённый выселок, а также деревня и выселок Жилые Глины.
По данным 1933 года деревня Пустая Глина входила в состав Мозолевского сельсовета Дрегельского района Ленинградской области.
С 5 июля 1944 года Дрегельский район находился в составе Новгородской области. 5 июля 1956 года Указом Президиума Верховного Совета РСФСР № 713/2 Мозолевский сельсовет был передан из состава Дрегельского района Новгородской области в Бокситогорский район Ленинградской области.
По данным 1973 и 1990 годов деревня Пустая Глина также входила в состав Мозолёвского сельсовета Бокситогорского района.
В 1997 году в деревне Пустая Глина Мозолёвской волости проживали 9 человек, в 2002 году — 10 человек (русские — 90 %).
В 2007 году в деревне Пустая Глина Борского СП проживали 7 человек, в 2010 году — 8.

## География
Деревня расположена в юго-западной части района на автодороге 41К-034 (Пикалёво — Струги — Колбеки).
Расстояние до административного центра поселения — 26 км.
Деревня находится на левом берегу реки Воложба.

## Демография
| 1997 | 2002 | 2007 | 2010 | 2013 | 2014 | 2017 |
| ---- | ---- | ---- | ---- | ---- | ---- | ---- |
| 9    | ↗10  | ↘7   | ↗8   | ↗16  | ↗17  | ↗23  |

## Инфраструктура
На 2017 год в деревне было зарегистрировано 9 домохозяйств.